# 安徽会馆 (苏州)
安徽会馆是一处苏州市控制保护建筑，位于中国江苏省苏州市姑苏区西环路2099号。		 	

## 历史
苏州的安徽会馆有两处，一处位于古城内临顿路南显子巷，即惠荫园，由李鸿章建于同治年间，江苏省文物保护单位。分馆位于阊门外辛庄的上塘河北岸，1985年列为第一批苏州市控制保护建筑。